# Скрипач на крыше (мюзикл)
Скрипач на крыше (англ. Fiddler on the Roof) — один из наиболее известных бродвейских мюзиклов, а также снятый на его основе фильм о жизни евреев на правобережной Украине в черте оседлости Российской империи. Сюжетная основа — рассказы Шолом-Алейхема о Тевье-молочнике. Название выбрано в честь знаменитой картины М. Шагала, изображающей скрипача на крыше витебского дома.

## Сюжет
Действие разворачивается в 1904 году, в еврейской деревне Анатевка на территории центральной Украины (ныне Киевская область Украины).
Центральные персонажи мюзикла — молочник Тевье и члены его многочисленного семейства. Тевье — хранитель очага и ревнитель традиций, принимающий жизнь такой, какая она есть, хотя иногда и мечтающий о том, что было, если бы у него появилось состояние. Бедность — не порок, но и деньги в доме не лишнее. Они дают человеку уважение в глазах окружающих, покой в семье и время для изучения Священного Писания.
Однако всё богатство Тевье — пять дочерей, для которых удачное замужество — единственный способ вырваться из нищеты. Разумеется, тут не обойтись без Енты, местной свахи. У неё уже есть на примете одна кандидатура — мясник Лейзер-Волф, вдовец. Пусть он не молод, но зато обеспечен и не прочь взять в жёны старшую дочь Тевье, Цейтл. Однако девушка любит бедного портного по имени Мотл, они дали друг другу слово пожениться, и Тевье, после мучительной внутренней борьбы, благословляет этот брак. Но как теперь убедить жену Голду в том, что Лейзер-Волф — не самая лучшая партия для Цейтл? Хитроумный молочник находит решение — он рассказывает жене, что ему приснился кошмарный сон, в котором Цейтл умирает от руки первой жены Лейзера-Волфа. В ужасе Голда соглашается на брак своей дочери и Мотла. Свадьба омрачена погромом, о котором Тевье пытался предупредить урядник. Погром санкционирован властями, и предотвратить его было невозможно.
В доме у Тевье живёт студент Перчик, приехавший в Анатевку из Киева. Он даёт уроки дочерям молочника в обмен на кров и еду. Между ним и Ходл, второй дочерью Тевье, возникает взаимная симпатия. На свадьбе у Цейтл молодые люди, презрев патриархальные условности, отплясывают так, как не приличествует молодой паре, ещё не заключившей брак. Вскоре Перчик отправляется в Киев, чтобы присоединиться к революционному движению, и влюблённые просят у Тевье отцовского благословения. Тевье снова вынужден отступить от своего наивно-патриархального замысла. Ещё одна его дочь сама нашла свою судьбу, и молочник предаётся размышлениям о том, переросла ли в любовь их с Голдой семейная жизнь, которая когда-то была устроена стараниями свахи. Через некоторое время приходит известие о том, что Перчик арестован и отправлен в Сибирь. Ходл решает последовать за своим возлюбленным и обещает отцу, что они поженятся по еврейскому обряду.
Хава, третья дочь Тевье, влюбляется в русского парня по имени Федька. Тевье запрещает дочери встречаться с иноверцем, но вскоре после этого узнаёт от своей жены, что Федьку и Хаву обвенчал православный священник. Хава теперь для него умерла — несмотря на безумную любовь к дочери, Тевье никак не может примириться с тем, что она предала веру своего народа.
Но впереди Тевье и остальных обитателей Анатевки ожидает ещё один удар — выходит царский указ, по которому все евреи должны покинуть губернию. Семья Тевье укладывает на телегу свой нехитрый скарб. Дороги детей и родителей расходятся: Тевье с женой и двумя дочерьми едет в Америку, Цейтл и Мотл с сыном Янкеле собираются в Варшаву, а в Америку предполагают отправиться лишь позже, уже оттуда. Ходл и Перчик всё ещё в Сибири, Хава и Федька отправляются в Краков. В момент расставания Тевье прощает свою непокорную дочь Хаву и благословляет её.

## Мюзикл
22 сентября 1964 года «Скрипач на крыше» открылся на Бродвее (музыку написал Джерри Бок, либретто — Джозеф Стайн, песенные тексты — Шелдон Харник), и на следующий же день после премьеры стало понятно, что на небосклоне музыкального театра взошла новая звезда. Лучшее тому доказательство — к моменту закрытия, 12 июля 1972 года, мюзикл был сыгран на Бродвее 3242 раза за 8 лет и 9 месяцев. Также мюзикл был удостоен в 1965 году девяти наград Тони.
Оригинальный состав исполнителей возглавлял знаменитый бродвейский актёр Зеро Мостел (также исполнивший роль Макса Бялыстока в комедии Мела Брукса «Продюсеры»).
Пять лет спустя «Скрипач на крыше» был представлен лондонскому зрителю. Роль Тевье исполнил израильский актёр Хаим Тополь, который получил восторженные отзывы критики и стал сенсацией театрального сезона. В Лондоне «Скрипач» был сыгран 2030 раз.
С ноября 1998 года мюзикл идёт в Казанском государственном академическом русском Большом драматическом театре имени В. И. Качалова, режиссёр-постановщик — Александр Славутский.
С февраля 2005 года мюзикл идёт в Алтайском государственном театре музыкальной комедии, режиссёр-постановщик — Владимир Филимонов.
В 2012 году по специальному соглашению с Music Theatre International (MTI) запланирована постановка мюзикла в России, в Свердловском государственном академическом театре музыкальной комедии. Постановочная группа: режиссёр — Кирилл Стрежнев, дирижёр — Борис Нодельман, художник — Сергей Александров, хореограф — Гали Абайдулов. Премьера спектакля состоялась 23 марта 2012 года.

## Фильм
В 1971 году на экраны вышла киноверсия мюзикла, снятая режиссёром Норманом Джуисоном. Эта картина, разумеется, не была копией театральной постановки. Фильм отличался иным настроем, в отличие от мюзикла и от оригинального текста книги, на первый план выведена отсутствующая у Шолом-Алейхема тема антисемитизма. Стремясь как можно органичнее вписать музыку в драматическую ткань пьесы Стайна, Джуисон сделал в партитуре несколько купюр, но эти изменения можно считать незначительными. Специально построенные живописные декорации детально воспроизводили быт местечковых евреев начала XX века, в то время как оформление спектакля было более абстрактным. Фильм был выдвинут на кинопремию «Оскар» по восьми номинациям, из которых выиграл три.

## Шлягеры из мюзикла

### Первый акт
1. Tradition — Tevye and the Company
2. Matchmaker, Matchmaker — Tzeitel, Hodel, and Chava (sometimes, Tevye’s youngest two daughters are also included in the chorus of the number)
3. If I Were a Rich Man — Tevye
4. Sabbath Prayer — Tevye, Golde, and the Company
5. To Life — Tevye, Lazar Wulf, and the Company
6. Tevye’s Monolgue — Tevye
7. Miracle of Miracles — Motel
8. Tevye’s Dream — Tevye, Golde, Grandma Tzeitel, Fruma Sarah, and the Company
9. Sunrise, Sunset — Tevye, Golde, Perchik, Hodel, and the Company
10. The Bottle Dance — Instrumental, but four (though the number can be up to seven) dancers will balance bottles on their head as they perform a balancing act and dance

### Второй акт
1. Now I Have Everything — Perchik and Hodel
2. Tevye’s Rebuttal — Tevye
3. Do You Love Me? — Tevye and Golde
4. The Rumor — Yente and the Company
5. Far From the Home I Love — Hodel
6. Yente — Yente and the Women
7. Little Chaveleh — Tevye, while Golde and the three daughters and their husbands traditionally dance in the background
8. Anatevka — The Company